# 高句麗前期の都城と古墳
高句麗前期の都城と古墳は中華人民共和国吉林省集安市を中心に分布する高句麗前期の遺跡である。2004年7月、ユネスコ世界遺産委員会蘇州会議で朝鮮民主主義人民共和国の平壌・南浦などに所在する高句麗後期の古墳群とともに世界遺産登録された。
高句麗は紀元前37年に五女山城（卒本城）を都として建国し、西暦3年に丸都山城へ遷都、その後平城の国内城に移り、427年に平壌へ遷都した。668年の唐の高句麗出兵によって滅ぼされている。

## 登録までの経緯
当初、2003年には登録される見込みであったが、当時の駐日中国大使の武大偉から登録の引き延ばしと同時登録を要請された画家の平山郁夫が中朝両国の仲介を行った。その経緯で、両遺跡は2004年の同時登録という形になった。北朝鮮と中国の間に、高句麗地区の領土問題が存在することが改めて認知された。

## 都城遺跡
- 五女山城 - 遼寧省桓仁県に所在する高句麗初期の山城
- 丸都山城 - 吉林省集安市に所在する高句麗前期の山城
- 国内城 - 吉林省集安市に所在する高句麗前期の平城

## 古墳
- 王墓 - 長寿王墓とされる将軍塚を始めとする14基
- 貴族墓 - 26基

## 登録基準
この世界遺産は世界遺産登録基準のうち、以下の条件を満たし、登録された（以下の基準は世界遺産センター公表の登録基準からの翻訳、引用である）。
- (1) 人類の創造的才能を表現する傑作。
- (2) ある期間を通じてまたはある文化圏において、建築、技術、記念碑的芸術、都市計画、景観デザインの発展に関し、人類の価値の重要な交流を示すもの。
- (3) 現存するまたは消滅した文化的伝統または文明の、唯一のまたは少なくとも稀な証拠。
- (4) 人類の歴史上重要な時代を例証する建築様式、建築物群、技術の集積または景観の優れた例。

## 観光
吉林省通化市内集安市の長寿王陵（高句麗遺跡公園）、好太王碑、禹山貴族墓地、丸都山城、高句麗文物展示センターの5つのエリアは中国の5A級観光地（2019年認定）である。